# Mina Satō
Mina Satō (佐藤 水菜?, Satō Mina; Chigasaki, 7 dicembre 1998) è una pistard giapponese, campionessa del mondo di keirin nel 2024 a Ballerup.

## Palmarès
- 2021

Japan Keirin Championship, Keirin
- 2022

Campionati asiatici, Keirin
Summer Night Festival, Keirin
Japan Track Cup #1, Keirin
Japan Track Cup #2, Velocità
All Star Keirin, Keirin
Campionati giapponesi, Velocità
Campionati giapponesi, Keirin
Campionati giapponesi, 500 metri a cronometro
Asahi Shimbun Cup, Keirin
- 2023

1ª prova Coppa delle Nazioni, Keirin (Giacarta)
2ª prova Coppa delle Nazioni, Keirin (Il Cairo)
Winners Cup, Keirin
Campionati giapponesi, Velocità
Campionati giapponesi, Keirin
Campionati giapponesi, 500 metri a cronometro
Campionati asiatici, Keirin
Giochi asiatici, Velocità
Giochi asiatici, Keirin
All Girls Classic, Keirin
Japan Track Cup #1, Velocità
Japan Track Cup #1, Keirin
Japan Track Cup #2, Velocità
Keirin Grand Prix, Keirin
- 2024

1ª prova Coppa delle Nazioni, Keirin (Adelaide)
Japan Track Cup #1, Velocità
Japan Track Cup #1, Keirin
Japan Track Cup #2, Velocità
Japan Track Cup #2, Keirin
All Star Keirin, Keirin
Campionati giapponesi, Velocità
Campionati del mondo, Keirin
Asahi Shimbun Cup, Keirin
- 2025

Campionati asiatici, Velocità

## Piazzamenti

### Competizioni mondiali
- Campionati del mondo su pista

Roubaix 2021 - Velocità a squadre: 4ª
Roubaix 2021 - Keirin: 2ª
Saint-Quentin-en-Yvelines 2022 - Velocità a squadre: 7ª
Saint-Quentin-en-Yvelines 2022 - Velocità: 16ª
Saint-Quentin-en-Yvelines 2022 - Keirin: 2ª
Glasgow 2023 - Velocità a squadre: 10ª
Glasgow 2023 - Keirin: 13ª
Glasgow 2023 - Velocità: 16ª
Ballerup 2024 - Velocità: 3ª
Ballerup 2024 - Keirin: vincitrice
- Giochi olimpici

Parigi 2024 - Keirin: 13ª
Parigi 2024 - Velocità: 10ª